# コロネ
コロネは、日本で開発された菓子パンの一種である。パン生地を円錐形の金属製芯（コルネ型）に巻き貝状に巻きつけて焼き上げたのち、内部にクリームを詰めたもの。コルネとも呼ばれる。チョコレートクリームを入れるとチョココロネ、カスタードクリームを入れるとクリームコロネとなる。
フランス語で「角（つの）」を意味する「corne（コルヌ）」、もしくは英語の「cornet（コルネット）」という金管楽器にちなんで付けられたと考えている。明治時代からあったといわれているが、考案者は明らかになっていない。

## 特徴

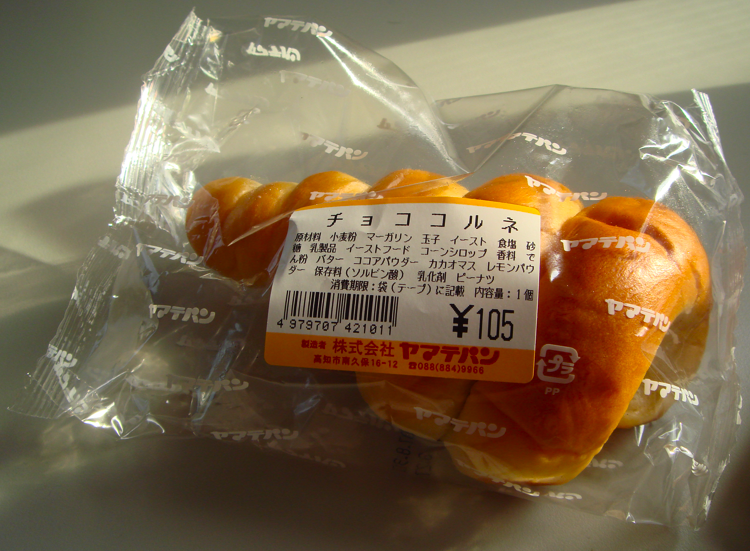
チョココルネという表記もまま見られる

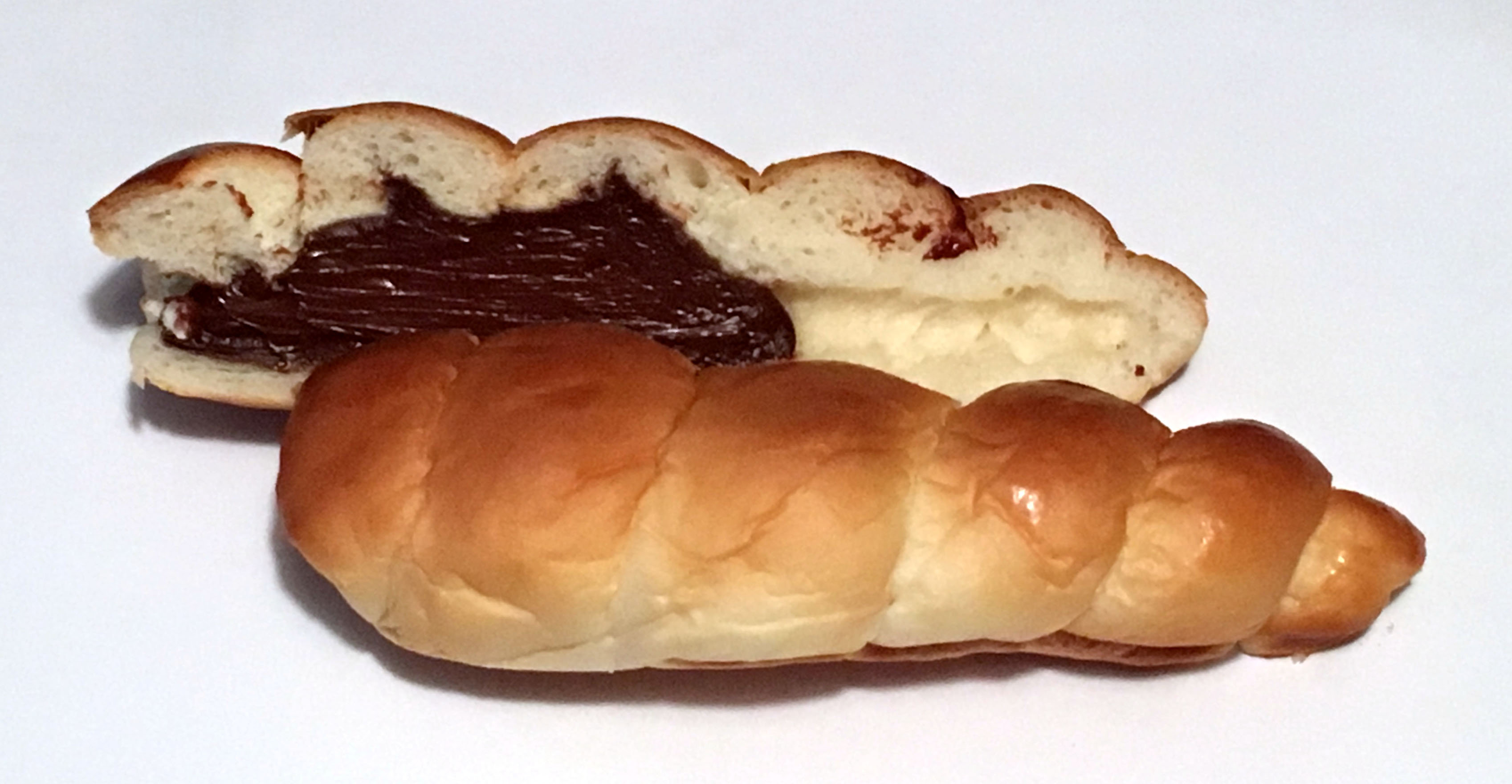
コロネ（神戸屋）の断面

クリームをパン生地に詰めてから焼くクリームパンやチョコレートパンなどと異なり、クリームを焼かないため、より水分の多い、みずみずしいクリームを味わえる。
クリーム類をパンに練り込んだり、パン生地に乗せたりする欧米の調理法に対して、パンの中に空洞を作りそこにクリームを詰め込むのは日本的な調理法だと言われており、饅頭に通じるものがあるとも言われている。

## 類似しているパン
同様のものとして、イタリアにはクロワッサンのようなパンにチョコレートクリームを詰めたものがあり、コルネートと呼ばれる（en:Cornetto (pastry)）。またスペイン語圏のクエルノ・デ・クレーマは、コロネと同様に生地を円錐形に巻いたパンにフィリングを入れる（en:Cream horn）。

## 応用製品

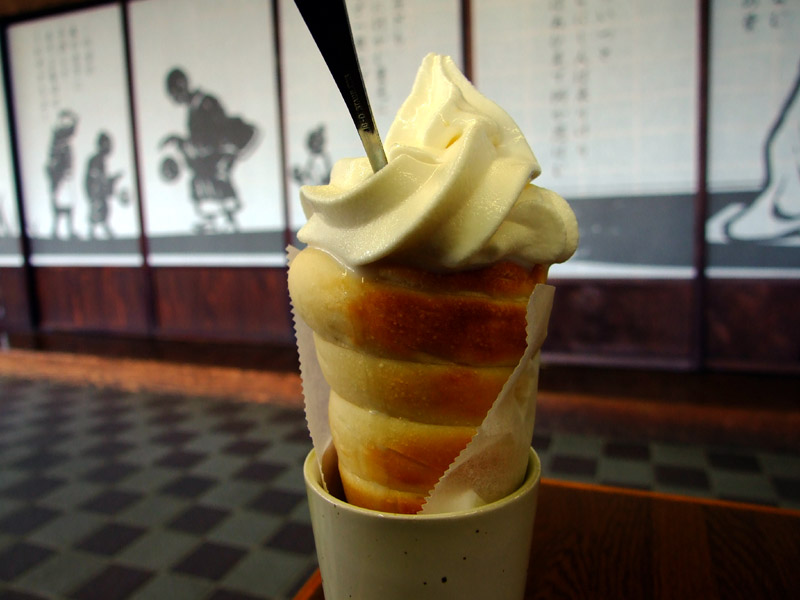
コロネソフトの例

ソフトクリームのコーン部分をコロネに置き換えたものは「アイスコルネット」や「コロネソフト」と呼ばれている。ただしアイスコルネットはコロネ型の揚げパンを使用しており、コロネソフトについてもコロネ型のクロワッサンを使用しているものなどがある。